# Autorenstiftung
Die Autorenstiftung Frankfurt am Main wurde 1973 von dem Hamburger Kaufmann Wolf Boehlich in Frankfurt am Main gegründet und wurde seitdem hauptsächlich durch Spenden von Autoren aus dem Verlag der Autoren finanziert. Die Stiftung ist gemeinnützig im Sinne des Hessischen Stiftungsgesetzes und nach ihrer Verfassung vor allem für die Förderung der darstellenden Künste zuständig. 
Die zu fördernden Projekte der Stiftung bestimmt der Stiftungsvorstand. Er wird in der Regel von sich aus tätig, deshalb sind Bewerbungen zur Förderung von Autoren nicht möglich. Der Vorstand nimmt jedoch gerne Vorschläge zur Förderung von bestimmten Projekten im Bereich der darstellenden Künste entgegen.

## Aufgaben der Autorenstiftung
Die Autorenstiftung hat in den letzten Jahren wichtige Projekte auf den Weg gebracht oder unterstützt. So hat sie als wichtiges und besonderes Buchprojekt die Fortführung der besonderen Filmzeitschrift Revolver ermöglicht.
Sie hat viele Veranstaltungen durchgeführt, vor allem im Bereich des Kindertheaters und des Films. So initiierte und finanzierte sie von 2000 bis 2003 den „Treatment Thesaurus“, ein Projekt zur Entwicklung von Exposés zu Treatments & Drehbüchern für deutsche Kinofilme. 2005 führte die Autorenstiftung einen Kindertheater-Wettbewerb durch, ein Versuch, Autoren zum Schreiben von ersten Stücken für das vernachlässigte Genre des Kindertheaters zu animieren. Eine Fachjury wählte aus 226 Bewerbungen vier Preisträger aus (darunter Lothar Kittstein). Ganz grundsätzlich unterstützt und fördert die Autorenstiftung bedürftige und talentierte Autoren, die für das Theater, für Radio, Fernsehen und Film arbeiten. Sie fördert die darstellenden Künste durch die Verleihung von Preisen und die Gewährung von Stipendien und Beihilfen an begabte Theater- und Literaturproduzenten. Sie fördert die Durchführung von Veranstaltungen, insbesondere von Seminaren, Symposien und Diskussionsforen, hilft bei der Edition von wichtigen Publikationen und unterstützt unterschiedliche Projekte vor allem im Bereich der darstellenden Künste.

## Preis der Autorenstiftung
Die Autorenstiftung hat in mehr als 30 Jahren über 40 Preise an Autoren (auch Übersetzer) vergeben, fast immer waren es Preise und Stipendien für anfangende Autoren, Preise für erste Stücke, für innovative Hör- und Fernsehspiele, aber auch für das eine oder andere filmische Gesamtwerk und 2014 erstmals für einen Dokumentarfilm. Außerdem wurden auch Übersetzer gefördert, die sich besondere Aufgaben gestellt hatten (z. B. die Übersetzung der Dramen der französischen Klassik).
Der Preis der Autorenstiftung wurde u. a. verliehen an die Theaterautoren Klaus Pohl, Thomas Hürlimann, Kerstin Specht, Thomas Jonigk, Gert Jonke, Dea Loher, Theresia Walser und Thomas Oberender, die Übersetzer Peter Krumme und Simon Werle, die Hörspielautoren Hubert Wiedfeld und Margarete Jehn sowie die Filmemacher Helma Sanders-Brahms und Sohrab Shahid Saless. 
Seit 2007 hatte der Preis der Autorenstiftung folgende Preisträger:
- 2007: Harald Bergmann für seinen Film Brinkmanns Zorn
- 2008: Anne Krüger für ihr Theaterstück Koma Island und Paul Brodowsky für sein Theaterstück Regen in Neukölln
- 2009: Bernd Lange und Hans-Christian Schmid für ihr Drehbuch zum Film Sturm
- 2010: Thomas von Steinaecker für sein Hörspiel Herzrhythmusgeräusche
- 2011: Annette Hess für die von ihr erdachte und geschriebene ARD-Serie Weissensee
- 2012: Finn-Ole Heinrich und Spaceman Spiff für ihr Bühnenprogramm Du drehst den Kopf, ich dreh den Kopf
- 2013: Frank-Patrick Steckel für seine Übertragungen der Dramen von William Shakespeare
- 2014: Orit Nahmias und Dalia Castel für Jerusalem for Cowards (Dokumentarfilm)[5]
- 2015: Daniel Cremer für sein "Talking Straight Festival"
- 2016: Lutz Hübner für seine Theaterstücke
- 2017: Händl Klaus für seine Opernlibretti
- 2018: Lola Arias für ihr Theater-, Buch- und Filmprojekt Theatre of War: Minefield / Campo Minado
- 2022: Frauen des Simorgh-Theaters, Herat (Afghanistan)[6]
- 2023: Ebru Tartıcı Borchers, Laurent Mühleisen, David Tushingham für ihre Übersetzung deutscher Dramatik ins Türkische, Französische und Englische[7]

## Vorstand
Der Stiftungsvorstand besteht zurzeit aus Annette Reschke (Vorsitzende), Ulrich Hub (stellvertretender Vorsitzender), Hans Henner Hess, Alexandra Maxeiner.